# Пам'ятник Тарасові Шевченку (Курівці)
Пам'ятник Тарасові Шевченку в Курівцях — погруддя українського поета Тараса Григоровича Шевченка в селі Курівцях Зборівського району на Тернопільщині.
Пам'ятка монументального мистецтва місцевого значення, охоронний номер 355.

## Опис
Пам'ятник споруджений на подвір'ї школи в 1964 році на кошти, які зібрали вчителі школи та молодь села, виступаючи у навколишніх селах з постановкою п'єси Тараса Шевченка «Назар Стодоля».
Скульптор — Володимир Лупійчук.
Погруддя (сюжетний барельєф) виготовлене з бетону, висота — 0,95 м, постамент — із каменю-пісковику, висота — 1,8 м. У підніжжі постамента є табличка з написом.